# ARA General Belgrano
L'ARA General Belgrano est un croiseur léger de la Marine argentine, en service de 1951 jusqu'en 1982. Construit sous le nom d'USS Phoenix pour le compte de l'US Navy, il a combattu dans le théâtre d'opération du Pacifique pendant la Seconde Guerre mondiale avant d'être vendu à l'Argentine. Il est le deuxième navire de la Marine argentine à avoir été nommé du nom du leader de la guerre d'indépendance argentine Manuel Belgrano (1770–1820).
Après près de 31 ans de service, il est coulé pendant la guerre des Malouines par le HMS Conqueror, un sous-marin de la Royal Navy, ce qui entraîne la mort de 323 marins. Les pertes du Belgrano représenteront plus de la moitié des pertes militaires de l'Argentine pendant la guerre des Malouines.
Il s'agit du seul bâtiment coulé au cours d'un combat par un sous-marin nucléaire et le deuxième bâtiment à être coulé au cours d'un combat depuis la Seconde Guerre mondiale.
Le torpillage du Belgrano fut sujet à controverse aussi bien en Argentine qu'au Royaume-Uni peu de temps après les faits, et le reste encore aujourd'hui.

## Carrière antérieure
Ce croiseur léger est construit sous le nom d'USS Phoenix, il est le sixième bâtiment de la classe Brooklyn. Il est construit dans le New Jersey par la New York Shipbuilding Corporation à partir de 1935, et il est lancé en mars 1938. En service dans l'océan Pacifique pendant la guerre, il échappe à l'attaque japonaise sur Pearl Harbor le 7 décembre 1941, et totalisera neuf étoiles au combat à la fin du conflit. Il est désarmé et retiré des listes de l'US Navy à la fin de la Seconde Guerre mondiale, en juillet 1946.
Le Phoenix est vendu à l'Argentine en octobre 1951 avec un autre bâtiment de la même classe, l'USS Boise qui sera renommé ARA Nueve de Julio (en). Les deux croiseurs sont vendus pour la somme de 7,8 millions de dollars. Le Nueve de Julio sera démantelé en 1978. Le Phoenix, quant à lui, est renommé dans un premier temps ARA 17 de Octubre d'après la date du Día de la Lealtad, un jour symbolique pour le parti du président argentin d'alors, Juan Perón.
Le 17 de Octubre est l'une des principales unités militaires à avoir rejoint les auteurs du coup d’État qui renverse Perón en 1955, et il est renommé General Belgrano en l'honneur du général Manuel Belgrano, qui avait combattu pour l'indépendance de l'Argentine entre 1811 et 1819 et avait fondé l'Escuela de Náutica (litt. « École de Navigation ») en 1799. Le General Belgrano éperonna accidentellement le Nueve de Julio au cours d'exercices en 1956, causant des dégâts aux deux bâtiments. Le General Belgrano est armé de système de missiles antiaériens Seacat (en) de conception britannique entre 1967 et 1968.

## Torpillage
Après l'invasion des îles Malouines de 1982, la junte militaire argentine commence à renforcer les défenses de l'île à la fin du mois d'avril lorsqu'elle apprend que la force opérationnelle britannique se dirigeait vers les îles Malouines. En réponse à ces mouvements, la Marine argentine reçoit l'ordre de prendre position autour de ces îles. Deux groupes opérationnels – le premier, désigné sous le nom de « 79.1 », qui comprenait le porte-avions ARA Veinticinco de Mayo et deux destroyers équipés de systèmes de guidage de missiles[Quoi ?], et le second, le « 79.2 », qui comprenait trois frégates armées de missiles Exocet – sont envoyés en direction du nord. Le General Belgrano avait quitté Ushuaïa en Terre de Feu le 26 avril. Deux destroyers, le ARA Piedra Buena (en) et le ARA Bouchard (en) (deux anciens bâtiments de l'US Navy), sont détachés du groupe opérationnel 79.2 et, avec le navire-citerne ARA Puerto Rosales, rejoignent le Belgrano pour former le groupe opérationnel 79.3.
Le 29 avril, ces navires patrouillaient au niveau du Burdwood Bank, au sud des Malouines. Le 30 avril, le General Belgrano est détecté par le sous-marin nucléaire d'attaque britannique « chasseur-tueur » Conqueror. Le sous-marin s'approche le jour suivant. Le 1er mai 1982, l'amiral Juan Lombardo ordonne à toutes les unités navales argentines de se mettre en recherche de la force opérationnelle britannique et de lancer une « attaque massive » le lendemain. Le Belgrano, qui était situé en dehors de la zone d'exclusion, au nord de celle-ci, reçoit l'ordre de piquer vers le sud.
L'ordre de Lombardo est intercepté par les services de renseignement britanniques. Le lendemain, le Premier ministre Margaret Thatcher et le War Cabinet, réunis au manoir de Chequers, acceptent une demande de l'amiral Sir Terence Lewin, le Chef d'état-major de la défense, de modifier les règles encadrant le lancement des hostilités et d'autoriser une attaque sur le General Belgrano en dehors de la zone d'exclusion. Bien que le groupe opérationnel argentin ait été situé en dehors de la Total Exclusion Zone, décrétée par les Britanniques, formant un cercle de 370 km (200 milles nautique) autour des îles, les Britanniques décident qu'il représentait une menace. Après consultation du Cabinet (gouvernement), le Premier ministre Margaret Thatcher donne son accord au Commander Chris Wreford-Brown (en) pour que le General Belgrano soit attaqué.
À 15 h 57 le 2 mai, le HMS Conqueror tire trois torpilles de 21 pouces Mark VIII** (torpilles conventionnelles, non guidées, dont la conception date de l'entre-deux-guerres), dotées chacune d'une ogive de 805 pounds (363 kg) de Torpex. Alors que le Conqueror était également équipé de torpilles Mark 24 Tigerfish plus récentes, des doutes subsistaient quant à leur fiabilité. Les premiers rapports d'enquête argentins affirmeront que le Conqueror avait tiré deux torpilles Tigerfish sur le Belgrano. Deux des trois torpilles tirées atteignent le General Belgrano. Selon le gouvernement argentin, la position du General Belgrano était 55° 24′ S, 61° 32′ O.
Une des torpilles atteint le navire à environ dix à quinze mètres en arrière de la proue, en dehors de la zone protégée par le blindage latéral ou par le renflement anti-torpille interne. La proue du bâtiment saute mais les cloisons anti-torpilles tiennent bon et le magasin à munitions destiné à alimenter le canon de 40 mm n'explose pas. Il est possible que l'équipage du General Belgrano se soit trouvé dans cette partie du navire au moment de l'explosion.
La seconde torpille atteint le navire au trois-quarts de sa longueur. Elle s'enfonce dans le blindage du bâtiment avant d'exploser dans la salle des machines située à la proue. L'explosion déchire les deux quartiers et la zone de relaxation surnommée « the Soda Fountain » (en français : la fontaine à soda) avant que la torpille ne soit déviée et qu'elle ne crée un orifice de 20 mètres de long dans le pont principal. Des rapports ultérieurs estimeront le nombre de victimes dues à l'explosion de la torpille dans cette zone à 275 morts. Après l'explosion, l'intérieur du navire se remplit rapidement d'une épaisse fumée. L'explosion ayant également endommagé le système d'alimentation électrique du General Belgrano, ce dernier n'est pas en mesure d'émettre un signal de détresse. Bien que les cloisons anti-torpilles n'aient pas cédé à l'explosion de la première torpille, l'eau s'engouffre rapidement à travers le trou créé par la seconde, les systèmes de pompage ayant été rendus inopérants, faute d'électricité. De plus, bien que le bâtiment aurait dû se trouver « en position de combat », ses portes étanches avaient été laissées ouvertes.
Le General Belgrano commence alors à pencher du côté de l'orifice et à couler par la proue. Vingt minutes après l'attaque, à 16 h 24, le capitaine Bonzo ordonne à l'équipage d'abandonner le navire. Des canots gonflables sont déployés et l'évacuation débute dans le calme.
Les deux navires d'escorte n'étaient pas informés de ce qui arrivait au General Belgrano, en raison de l'obscurité, et leurs équipages respectifs n'avaient pas aperçu les signaux lumineux et les fusées de détresse lancées depuis le navire amiral. Pour ne rien enlever à la confusion qui régnait alors, l'équipage du Bouchard ressentit un choc qui aurait pu résulter de l'impact de la troisième torpille arrivant en fin de course (un examen ultérieur de la coque du navire confirmera la présence d'un impact pouvant correspondre à une torpille). Les deux navires continuent leur trajectoire vers l'ouest et se mettent à larguer des grenades anti-sous-marines. Lorsque les deux escortes se rendent compte que quelque chose d'anormal était advenu au General Belgrano, la nuit est déjà tombée et les conditions météorologiques ont empiré, dispersant les canots et radeaux de survie qui avaient été mis à la mer.
Des navires argentins et chiliens portent secours à 772 hommes au total entre le 3 et le 5 mai. Le nombre total de victimes s'établit à 323 tués lors de l'attaque : 321 membres d'équipage et deux civils qui se trouvaient à bord au moment du torpillage.

### Conséquences sur la suite du conflit
À la suite de la perte du General Belgrano, la flotte argentine retourne dans ses bases et ne jouera pas un rôle majeur jusqu'à la fin du conflit. Les sous-marins nucléaires britanniques continuèrent à opérer dans les eaux situées entre l'Argentine et les îles Malouines, permettant de réunir des renseignements, de fournir des alertes précoces en cas de raids aériens et représentant une menace potentielle considérable. Une autre conséquence à l'immobilisation de l'unique porte-avion argentin Veinticinco de Mayo étant que les avions devaient impérativement opérer à partir de bases terrestres, ce qui limitait leur rayon d'action. Le rôle minime de la Marine jusqu'à la fin de la guerre se traduisit également par une perte considérable d'influence et de crédibilité de cette arme au sein de la junte.

## Controverses autour du torpillage duGeneral Belgrano
Une controverse considérable vit le jour à propos de la légalité du torpillage du General Belgrano en raison de désaccords sur la nature exacte de la Maritime Exclusion Zone et sur le fait que le bâtiment prenait ou non la direction du port au moment de l'attaque. Le torpillage devint également une « cause célèbre » pour les opposants à la guerre tels que le Member of Parliament du Parti travailliste Tam Dalyell, les premiers rapports affirmant que 1 000 marins argentins avaient été tués dans le naufrage.
Le torpillage eut lieu 14 heures après que le président du Pérou Fernando Belaúnde eut proposé un plan de paix global et appelé à l'unité dans la région ; cependant le Premier ministre Margaret Thatcher et les diplomates en poste à Londres ne prendront connaissance du document qu'après l'attaque contre le General Belgrano. Les échanges diplomatiques étaient restés jusque-là sans résultat. Après le naufrage, l'Argentine rejeta le plan de paix alors que le Royaume-Uni indiquera l'accepter le 5 mai. La nouvelle de l'acceptation sera cependant éclipsée par le naufrage, et le fait que les Britanniques ont continué à offrir un cessez-le-feu jusqu'au 1er juin reste méconnu.

### Zone d'exclusion
Le 12 avril 1982, le Royaume-Uni déclare une « Maritime Exclusion Zone » (MEZ) de 200 milles nautiques autour des îles Malouines à l'intérieur de laquelle tout navire de guerre argentin ou tout bâtiment auxiliaire serait attaqué et détruit par un sous-marin nucléaire (SSN) britannique.
Le 23 avril, le gouvernement britannique clarifie sa position et précise — dans un message transmis au gouvernement argentin par l'intermédiaire de l'ambassade de Suisse à Buenos Aires — que tout navire ou aéronef argentin, considéré comme posant une menace aux forces britanniques, serait attaqué.
Le 30 avril, les conditions sont à nouveau durcies, la zone est renommée « Total Exclusion Zone » (litt. « Zone d'Exclusion Totale »), et ces conditions prévoient que tous les navires ou aéronefs de tout pays qui pénétreraient dans la zone pourraient être attaqués sans avertissement préalable The zone was stated to be « …without prejudice to the right of the United Kingdom to take whatever additional measures may be needed in exercise of its right of self-defence, under Article 51 of the United Nations Charter. » Le concept de Zone d'Exclusion Totale était une innovation dans le droit maritime ; la Convention des Nations unies sur le droit de la mer n'avait pas prévu l'existence d'une telle zone. La mise en place de telles mesures semble avoir eu pour objectif de réduire le temps nécessaire pour déterminer si un bâtiment présent dans la zone était hostile ou pas. La zone fut en grande partie respectée par les navires des nations neutres (c'est-à-dire non impliquées dans le conflit), probablement davantage par prudence que par respect pour la position britannique.

### Réponse de l'Argentine
Le 3 mai 1982, la Chancellerie argentine fait paraître un communiqué au nom du gouvernement argentin :

« Le Gouvernement de l'Argentine, élargissant les informations rapportées par l’État-major interarmées dans sa déclaration no 15, déclare :
1. Qu'à 17 heures le 2 mai, le croiseur ARA General Belgrano a été attaqué et coulé par un sous-marin britannique à 55° 24′ de latitude sud et 61° 32′ de longitude ouest. Il y a 1 042 hommes à bord du bâtiment. Des opérations de sauvetage pour récupérer les survivants sont en cours.

2. Que ce point est situé à 36 milles en dehors de la zone d'exclusion maritime établie par le gouvernement du Royaume-Uni dans le communiqué de son Ministre de la Défense du 28 avril 1982, confirmant les dispositions du 12 avril 1982. La zone est délimitée par un « cercle de 200 milles nautiques de rayon autour [du point de coordonnées] 51° 40′ de latitude sud et 59° 30′ de longitude ouest », comme indiqué dans la déclaration.

3. Qu'une telle attaque est un acte d’agression armée perfide perpétré par le gouvernement britannique en violation de la Charte des Nations-Unies et du cessez-le-feu ordonné par la Résolution 502 du Conseil de Sécurité de l'ONU.

4 Que, face à cette nouvelle attaque, l'Argentine réitère devant l'opinion mondiale et nationale son adhésion au cessez-le-feu ordonné par le Conseil de Sécurité dans les résolutions mentionnées. Elle s'est limitée à répondre aux attaques britanniques, sans utiliser la force au-delà de celle nécessaire à la défense de ses territoires, »

L’Argentine déclarera par la suite que le Belgrano se dirigeait vers son port de base au moment où il a été attaqué.

### Situation légale

Déploiement des forces navales dans l'Atlantique sud, les 1er et 2 mai 1982.

À aucun moment pendant la guerre des Malouines, ni l'Argentine ni le Royaume-Uni ne se sont formellement déclaré la guerre. Le combat était confiné à la zone entourant les îles elles-mêmes. Le Belgrano fut coulé en dehors des 200 milles marins (370,4 km) de la zone d'exclusion totale, délimitée par le Royaume-Uni, autour des Malouines. Bien qu'il ait transmis le message au gouvernement argentin via l'ambassade de Suisse à Buenos Aires le 23 avril, le Royaume-Uni affirma clairement qu'il ne considérait plus la zone d'exclusion de 200 milles nautiques comme la limite à ses opérations militaires. Le message d'origine était le suivant :
| « In announcing the establishment of a Maritime Exclusion Zone around the Falkland Islands, Her Majesty's Government made it clear that this measure was without prejudice to the right of the United Kingdom to take whatever additional measures may be needed in the exercise of its right of self-defence under Article 51 of the United Nations Charter. In this connection Her Majesty's Government now wishes to make clear that any approach on the part of Argentine warships, including submarines, naval auxiliaries or military aircraft, which could amount to a threat to interfere with the mission of British Forces in the South Atlantic will encounter the appropriate response. All Argentine aircraft, including civil aircraft engaged in surveillance of these British forces, will be regarded as hostile and are liable to be dealt with accordingly. » | « En annonçant l'établissement d'une Zone d'Exclusion Maritime autour des îles Falkland [Malouines], le Gouvernement de Sa Majesté a clairement exprimé que cette mesure était sans préjudice au droit du Royaume-Uni de prendre toute mesure additionnelle dans l'exercice de ses droits de légitime défense conformément à l'Article 51 de la Charte des Nations-Unies. À cet égard, le Gouvernement de Sa Majesté désire aujourd'hui exprimer clairement que toute approche de la part d'un navire de guerre argentin, y compris de sous-marins, navires auxiliaires ou avions militaires, qui présenterait une menace ou interférerait avec la mission des Forces britanniques dans l'Atlantique sud devra faire face à une réponse appropriée. Tous les avions argentins, y compris les appareils civils engagés dans la surveillance des forces britanniques, seront considérés comme étant hostiles et risqueront d'être traités en conséquence. » |

Les entretiens, menés à bien par Martin Middlebrook (en) pour la rédaction de son livre The Fight For The Malvinas, indiquent que les officiers supérieurs de la Marine argentine avaient compris que le but du message était d'indiquer que tout bâtiment opérant à proximité de la zone d'exclusion pourrait être attaqué. Le contre-amiral Allara, qui était responsable du groupe opérationnel auquel appartenait le General Belgrano, dit « après ce message du 23 avril, tout l'Atlantique sud était un théâtre d'opération pour les deux parties. Nous, en tant que professionnels, nous nous sommes dit que c'était dommage que nous ayons perdu le Belgrano. » Le capitaine Bonzo dit également à Middlebrook qu'il n'avait pas de colère particulière concernant l'attaque de son navire et que « La limite [zone d'exclusion] n'excluait pas le risque et le danger ; la situation était la même à l'intérieur qu'à l'extérieur [de la zone]. Je voudrais être précis en disant qu'autant que je suis concerné, la limite des 200 milles n'était en vigueur que jusqu'au 1er mai, c'est-à-dire pendant que des négociations diplomatiques étaient en train d'avoir lieu et/ou jusqu'à ce qu'un véritable acte de guerre ait lieu, et celui-ci eut lieu le 1er mai. »
L'amiral Sandy Woodward, qui commandait la force opérationnelle aéroportée britannique pendant le conflit, écrivit dans son ouvrage de 1997 One Hundred Days que le HMS Conqueror reçut un signal changeant les règles pour le déclenchement des hostilités et que « ce changement indiquait assez clairement qu'il pouvait désormais attaquer le Belgrano, en dehors de la TEZ ».

### Controverse politique ultérieure
Certains détails de l'attaque furent révélés au Member of Parliament britannique Tam Dalyell, en 1985, par un haut fonctionnaire, Clive Ponting (en), avec pour résultat la mise en examen – restée sans suite – de ce dernier au titre de l'Official Secrets Act 1911 (en). Les documents révélaient que le Belgrano était en train de s'éloigner de la zone d'exclusion au moment précis où il fut attaqué et coulé.
En mai 1983, la Première Ministre Thatcher apparut dans Nationwide, une émission télévisée diffusée en direct sur BBC1, au cours de laquelle Diana Gould (1926–2011), l'interrogea à propos du torpillage, affirmant que le bâtiment se trouvait déjà à l'ouest des îles Malouines et qu'il se dirigeait vers le continent à l'ouest. Gould dit également que la proposition de paix péruvienne devait être parvenue à Londres pendant les 14 heures qui séparèrent sa publication et l'attaque du Belgrano, et que l'escalade dans le conflit aurait ainsi pu être évitée. Dans la discussion pleine d'émotion qui suivit, Thatcher répondit que le bâtiment représentait une menace pour les bâtiments militaires et les vies des marins britanniques et réfuta que la proposition de paix soit parvenue jusqu'à elle.
Après l'émission, Denis Thatcher, son mari, s'en est pris au producteur de l'émission en disant que sa femme avait été « prise au piège par de foutus pédés et trotskistes de la BBC »,. Mme Thatcher a elle-même commenté lors de l'entretien « je pense qu'il n'y a qu'au Royaume-Uni qu'un Premier ministre peut se voir reprocher d'avoir fait couler un navire ennemi qui représentait un danger pour notre marine, alors même que mon objectif premier était de protéger les garçons de notre marine »,.
D'après l'historien britannique Sir Lawrence Freedman, ni Thatcher ni le Cabinet n'étaient au courant du changement de direction du Belgrano au moment où ce dernier fut attaqué. Dans son ouvrage, One Hundred Days, l'amiral Woodward affirme que le Belgrano constituait la composante sud de la flotte argentine dont l'objectif était de prendre en tenaille la force opérationnelle, et qu'il devait donc être coulé rapidement. Il écrivit :
| « The speed and direction of an enemy ship can be irrelevant, because both can change quickly. What counts is his position, his capability and what I believe to be his intention. » | « La vitesse et la direction d'un navire ennemi peuvent être sans pertinence, car les deux peuvent changer rapidement. Ce qui compte c'est sa position, sa capacité et ce que je crois être son intention. » |

### «Gotcha»
La une du tabloïd The Sun « Gotcha » (en argot britannique « on vous a eu ») est probablement la plus célèbre une d'un journal britannique à propos de l'incident. On rapporte que Kelvin MacKenzie (en), l'éditeur du tabloïd populaire, se serait inspiré d'une exclamation impromptue du rédacteur du Sun, Wendy Henry (en). Le texte figurant en dessous du titre rapportait que le Belgrano avait été uniquement touché et endommagé, et non pas coulé. Après l'impression des premières éditions, des rapports ultérieurs suggérèrent d'importantes pertes humaines côté argentin et Mackenzie fut contraint de revoir la une des éditions ultérieures en « Did 1,200 Argies drown? » (français : 1 200 Argentins sont-ils morts noyés ?). Cependant, peu de lecteurs au Royaume-Uni lurent cette une car elle ne concerna que les premières éditions distribuées dans le nord du pays ; les éditions destinées au sud et les éditions ultérieures envoyées au nord comprenaient toute la une modifiée.

## Conséquences
La zone où le General Belgrano coula est classée « cimetière militaire » par la loi 25.546 votée par le Congrès national argentin. En août 1994, un rapport officiel du Ministère de la Défense argentin, rédigé par l'inspecteur des forces armées Eugenio Miari, est publié. Ce rapport décrit le torpillage du Belgrano comme « un acte de guerre légal », expliquant que des « actes de guerre peuvent être menés sur tout le territoire ennemi » et qu'« ils peuvent également avoir lieu dans des zones dans lesquelles aucun État ne peut se déclarer souverain, dans les eaux internationales ». Les vétérans argentins furent consternés par les conclusions de ce rapport et le président de la Fédération argentine des Vétérans de guerre, Luis Ibanez, dit espérer pouvoir présenter davantage de témoins directs de l'événement pour prouver qu'il s'agissait bien d'un crime de guerre.
En 1999, Sir Michael Boyce, First Sea Lord de la Royal Navy, visite la base navale de Puerto Belgrano et rend hommage aux victimes du torpillage. En 2003, une équipe de recherche embarquée à bord du Seacor Lenga, dont l'équipage était composé de vétérans argentins et britanniques, est sponsorisée par le National Geographic pour retrouver l'épave du croiseur mais échoue à la localiser précisément,.
En 2000, des avocats représentant les familles des marins tués à bord du General Belgrano tentent de poursuivre le gouvernement britannique devant la Cour européenne des droits de l'homme en s'appuyant sur le fait que l'attaque avait eu lieu en dehors de la zone d'exclusion. Cette initiative, destinée à inciter le gouvernement argentin à intenter une action contre le Royaume-Uni auprès de la Cour internationale de justice, est déclarée irrecevable par la Cour européenne des droits de l'homme au motif que la demande avait été présentée trop longtemps après les faits.
La Nación publie en 2005 dans sa rubrique « courrier des lecteurs » une lettre de l'amiral Enrique Molina Pico (à la tête de la Marine argentine dans les années 1990) dans laquelle il écrit que le General Belgrano participait à une opération menaçant réellement la force opérationnelle britannique, mais qu'il s'éloignait pour des raisons tactiques. Pico ajoute que « quitter la zone d'exclusion ne signifiait pas quitter la zone de combat pour entrer dans une zone protégée »
Le capitaine du General Belgrano, Héctor Bonzo, meurt le 22 avril 2009, à l'âge de 76 ans. Il avait passé les dernières années de sa vie à œuvrer pour une association appelée Amigos del Crucero General Belgrano (Les Amis du Croiseur General Belgrano) dont l’objectif était d'aider les familles des marins disparus lors du torpillage. Le capitaine Bonzo écrivit également ses mémoires consacrées à l'épisode, intitulées 1093 Tripulantes del Crucero ARA General Belgrano, et publiées en 1992. Dans cet ouvrage, il écrit que l'on ne peut « dire que l'attaque du HMS Conqueror fut un acte de traîtrise ». Au cours d'un entretien en 2003, il affirme que le General Belgrano ne se dirigeait que temporairement en direction de l'ouest au moment de l'attaque, et qu'il avait reçu pour ordre d'attaquer tout bâtiment britannique qui se trouverait à portée de feu.
Fin 2011, le major David Thorp, un ancien officier des services de renseignement britanniques qui dirigeait l'équipe chargée d'intercepter les messages ennemis à bord de l'HMS Intrepid, publie un ouvrage The Silent Listener détaillant le rôle joué par les services de renseignement pendant la guerre des Malouines. Dans cet ouvrage, il écrit que, bien que le Conqueror ait observé le General Belgrano s'éloignant des Malouines au moment de l'attaque, ce dernier avait reçu l'ordre de se rendre à un point de rendez-vous situé à l'intérieur de la zone d'exclusion,. Un rapport, préparé par David Thorp pour Margaret Thatcher plusieurs mois après l'incident, précise que la destination du navire n'était pas son port d'attache comme l'affirmait la Junte argentine ; le rapport n'est pas rendu public car la Première Ministre ne voulait pas risquer de compromettre les techniques de renseignement britanniques.
En 2012, la présidente de la Nation argentine Cristina Fernández de Kirchner évoque le torpillage du Belgrano en utilisant le terme de « crime de guerre ». La même année, le gouvernement argentin affirme qu'il envisageait d'engager à ce sujet une procédure contre le Royaume-Uni devant la Cour internationale de justice. Cependant, la Marine argentine a historiquement considéré que l'attaque était un acte de guerre légitime,.
Un mémorial en l'honneur des 323 marins argentins tués dans le naufrage a été inaugurée à Buenos Aires.

### Sources et bibliographie
- (en) Tam Dalyell et Paul Rogers (introduction), Thatcher's Torpedo, Londres, Woolf, 1983, 80 p. (ISBN 978-0-900821-67-7 et 978-0-900-82166-0, OCLC 10031368)
- (en) Sir Lawrence Freedman, The official history of the Falklands Campaign, Londres, Routledge, Taylor & Francis Group, coll. « Government official history series », 2005, 274 p. (ISBN 978-0-7146-5206-1, 978-0-714-65207-8 et 978-0-415-36431-7, lire en ligne)
- (en) Arthur Gavshon et Desmond Rice, The Sinking of the Belgrano, vol. 2, Secker & Warburg, 1984 (ISBN 0-436-41332-9)
- (en) Clive Ponting, The Right to Know : The Inside Story of the Belgrano Affair, Sphere Books, 1985, 214 p. (ISBN 0-7221-6944-2)
- (en) Richard Norton-Taylor, The Ponting Affair, Woolf, 1985 (ISBN 0-900821-73-6)
- (en) Sandy Woodward, One hundred days : the memoirs of the Falklands Battle Group Commander, Londres, HarperCollins, 2003 (ISBN 0-00-713467-3)
- (en) Martin Middlebrook, Argentine Fight for the Falklands, Barnsley, Pen & Sword Military, 2009, 336 p. (ISBN 978-1-84415-888-1, lire en ligne)
- (en) Robert Green, A Thorn in Their Side : Hilda Murrell Threatened Britain's Nuclear State. She Was Brutally Murdered. This is the True Story of Her Shocking Death., John Blake Publishing Ltd, octobre 2013, 389 p. (ISBN 978-1-78219-428-6)
- (es) Héctor E. Bonzo, 1093 Tripulantes del Crucero ARA General Belgrano, Buenos Aires, n/a, 2004 (ISBN 987-96232-0-7)